# Lola Cardona
Pour l’article homonyme, voir Cardona (homonymie).
Lola Cardona est une actrice espagnole née le 27 juin 1936 à Valence et morte le 30 janvier 2006 à Madrid. Malgré une filmographie réduite, elle a joué pour des géants du cinéma espagnol : Fernando Fernán Gómez, Carlos Saura, Víctor Erice et Pedro Almodóvar.

## Filmographie

### Cinéma
- 1962 : La Venganza de Don Mendo de Fernando Fernán Gómez : Marquesa de Tarrasa (en tant que Lolita Cardona)
- 1963 : Benigno, hermano mío
- 1967 : Sábado en la playa
- 1974 : La Cousine Angélique de Carlos Saura : Tante Pilar
- 1978 : Les Yeux bandés de Carlos Saura : La tante
- 1983 : Le Sud de Víctor Erice : Julia
- 1985 : Futuro imperfecto : Mère d'Ana
- 1989 : Attache-moi ! de Pedro Almodóvar : la directrice de l'hôpital psychiatrique
- 1989 : La luna negra : Justa
- 2000 : Gitano : Carmen Heredia
- 2002 : Valentín : María

### Séries télévisées
- 1963 : Cuarto de estar : Présentatrice
- 1964-1974 : Novela : Fantina / Emma / Luz Marina / ...
- 1966 : Habitación 508
- 1966 : Los encuentros
- 1966 : Tengo un libro en las manos : Margarita
- 1966-1980 : Teatro breve : Clara / Leonella / Cecilia
- 1967 : Teatro de siempre : Isabel
- 1968-1981 : Estudio 1 : Estela / Rosina / Micaela
- 1970 : Personajes a trasluz : Antigona
- 1970-1973 : Pequeño estudio
- 1971 : La Tía de Ambrosio : Julia
- 1971 : Visto para sentencia
- 1973 : Animales racionales
- 1973 : Historias de Juan Español : Puri
- 1974 : Los libros : Dª Endrina / Doña Leonor
- 1981 : Teatro estudio
- 1989 : Primera función : Ana
- 1991 : Narradores
- 1995 : A su servicio
- 1996 : Yo, una mujer